# Río Nupe
El río Nupe es uno de los dos principales ríos de la provincia de Lauricocha (región Huánuco), junto con el río homónimo forma el río Marañón.

## Origen
El área de origen del río Nupe se encuentra en el flanco oriental de la montaña Yerupajá de 6635 m s. n. m., el punto más alto de la cordillera Huayhuash. Desde su origen en la laguna Quesillococha de 4285 m s. n. m. de altura, este río recorre 53 km. La parte alta del Nupe se encuentra en las lagunas de origen glaciar Siula y Carhuacocha, a su vez que es alimentado por el drenaje de la laguna glaciar Gangrajanca. Desde la laguna Carhuacocha nace el río Nupe y recorre 10 km en dirección noreste, pasando por el pueblo de Queropalca y a casi 1 km de distancia del pueblo mencionado recibe a su tributario el río Machaycancha. Desde allí cruzando una cresta de montaña recorre 6 km hasta que el Kilómetro 29 se encuentra con su río también tributario Huayhuash que viene desde el sur y cambia a rumbo noreste.
Para dicho recorrido de sur a norte pasa por los poblados de Concepción y Santa Rosa, los cuales se ubican en los márgenes este y oeste respectivamente. En un recorrido aproximado de 13 km pasa por la ciudad de Baños, 6 km más hacia el noreste pasa por el pueblo de Pillcocancha, ubicado en su margen oeste, siguiendo la misma dirección 3 km más pasa por al pie del pueblo de San Pedro en su margen oeste y 2 km más por su margen este baña las orillas del pueblo de Quillapampa. Finalmente al pie de la localidad de Rondos (en la meseta del distrito homónimo) y al pie del frente del cerro Gongui (distrito de Jivia), a una altitud de 3310 m s. n. m. se une al río Lauricocha para formar uno de los ríos principales del Perú en la vertiente del Atlántico: el Marañón.

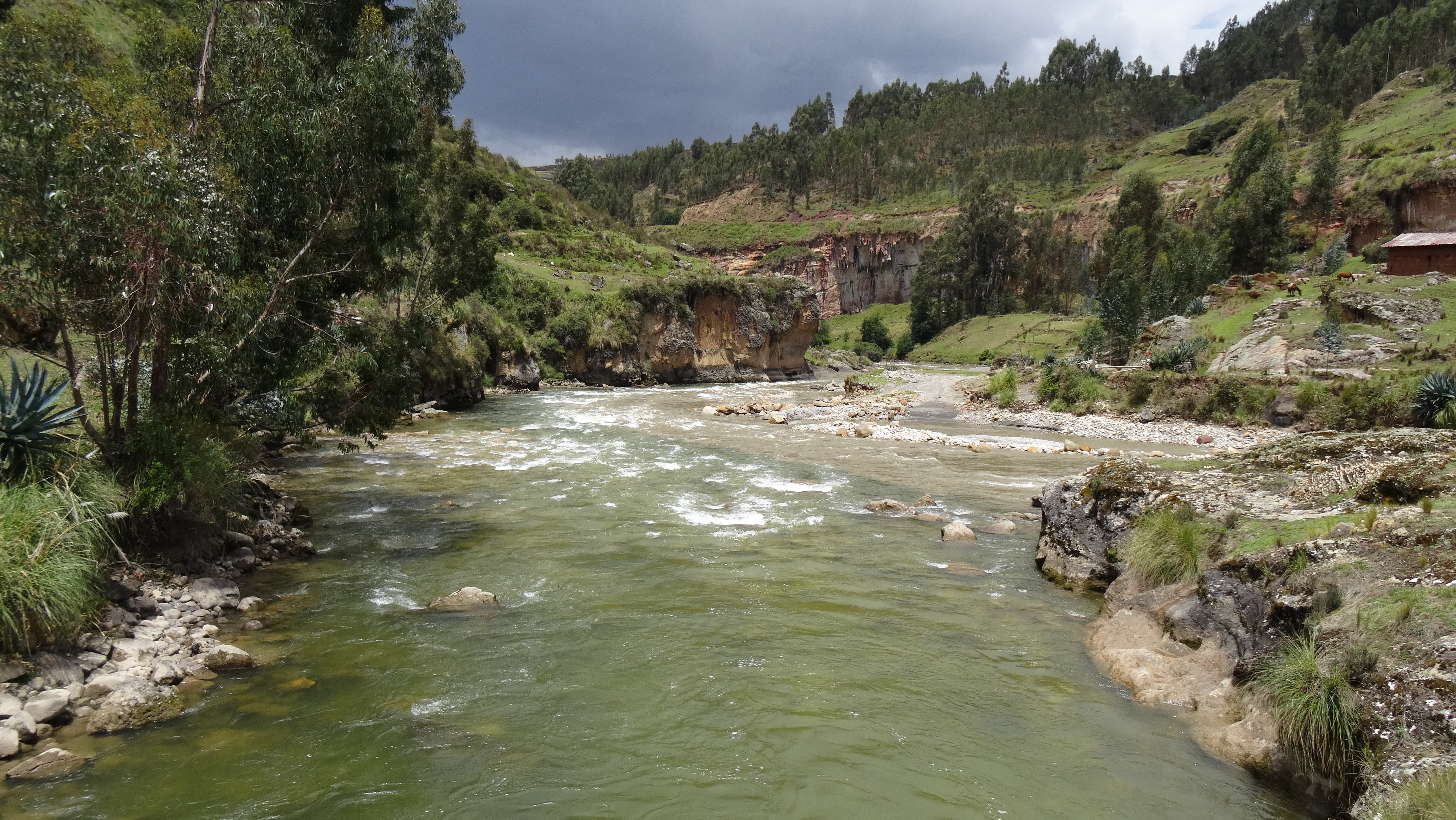
Río Nupe en tiempo de avenida, poco antes de formar el río Marañón con el río Lauricocha, visto desde el puente HU-723.

## Cuenca Hidrográfica
El Río Nupe drena un área de alrededor de 810 km² en el flaco oriental de la Cordillera Occidental peruana. Más al este y sureste, la cuenca del río Nupe limita con la del río Lauricocha. Al oeste, la Cordillera Huayhuash forma la cuenca de los ríos Pativilca y Huaura, que fluyen hacia en dirección oeste hacia el Océano Pacífico. Al norte en la provincia de Dos de Mayo se encuentra el Río Vizcarra, un afluente del margen oeste del río Marañón.